# Estela del Nevado de Toluca
La Estela del Nevado de Toluca es un monolito que fue descubierto en 1962 en el sitio arqueológico de El Mirador, en el norte del cráter del Nevado de Toluca, por el arqueólogo Otto Schöndube. Se le asocia con la cultura prehispánica de Teotenango, lugar ubicado en la actual localidad mexicana de Tenango del Valle. Su antigüedad está datada hacia el año 650 d. C., fecha correspondiente al Período Epiclásico mesoamericano.

## Descripción
Tiene 1.10 m de altura por 40 cm de ancho y 17.5 cm de espesor, en una de sus caras se encuentra esculpida en bajorrelieve la figura de un personaje de pie que tiene rasgos de felino, en cuyo abdomen se puede observar un diseño semejante a la forma iconográfica que tenían los mexicas para representar al sol. Al ser descubierta se encontraba mutilada de su parte superior, dicho fragmento aún no ha sido localizado. 
Se cree que la piedra tenía una función calendárica y astronómica. Con su forma se podía identifcar mediante la proyección de su sombra la fecha del paso cenital del Sol, y desde el punto en que se ubicaba se puede ver en esa misma fecha la salida del sol en la horqueta que forman los picos Heilprin Norte y Heilprin Sur. Por la latitud norte en donde se encuentra este sitio arqueológico, esto ocurre cada 16 de mayo y 27 de julio. En Mesoamérica, la fecha del primer paso cenital del año coincide generalmente con el inicio de la temporada de lluvias, fecha adecuada para la siembra. 
El sitio arqueológico de El Mirador fue un sito utilizado para llevar a cabo estudios astronómicos y ceremonias religiosas. De acuerdo a los hallazgos que se han hecho, se cree que tuvo dos momentos  de mayor intensidad de uso, el primero alrededor del año 650 d. C., durante el Período Epiclásico mesoamericano, fecha de la que data la estela;  y el segundo, durante el Período Posclásico mesoamericano tardío, entre los años 900 y 1200 d. C. La Estela del Nevado de Toluca se exhibe en el Museo Arqueológico de Teotenango.